# Рапсиг (Арад)
Рапсиг (рум. Răpsig) насеље је у Румунији у округу Арад у општини Боксиг. Oпштина се налази на надморској висини од 119 m.

## Прошлост
Године 1846. место "Рабсег" је село са 723 становника. Најстарије црквене матице су оне венчаних из 1779. године. При месној православној цркви посвећеном Св. Григорију Богослову, служио је парох поп Јован Корња. У народној основној школи 10 ученика просвећује учитељ Георг Деак.

## Становништво
Према подацима из 2002. године у насељу је живело 810 становника.

### Попис2002.
| Расподела становништва по националности 2002.‍ | Расподела становништва по националности 2002.‍ | Расподела становништва по националности 2002.‍ | Расподела становништва по националности 2002.‍ | Расподела становништва по националности 2002.‍ |
| --------------------------------------------- | --------------------------------------------- | --------------------------------------------- | --------------------------------------------- | --------------------------------------------- |
|                                               |                                               |                                               |                                               |                                               |
| Румуни                                        | Румуни                                        |                                               | 767                                           | 95,2%                                         |
| Роми                                          | Роми                                          |                                               | 39                                            | 4,8%                                          |